# Orquestra Internacional do Vetex
Orquestra Internacional do Vetex (Orchestre International du Vetex) é uma fanfarra franco-belga, constituída por cerca de vinte jovens músicos . A formação se assemelha à dos grupos de klezmer, isto é, vale quase tudo (flautas, clarinetes, saxofones, trompetes, trombones, tubas, percussão, acordeão e violino).
De caráter deambulatório, a Vetex combina a generosidade das bandinhas provincianas com um espírito próximo do rock'n roll ou punk. O repertório, todavia, é bem distante dos clichês de marchas e hinos. A Vetex toca (e, na medida do possível, canta e dança) pelas ruas ou em palcos, brincando, com a graça e a animação de um grupo de saltimbancos, por puro prazer e com uma alegria genuína, contagiante.
A Orchestre International du Vetex foi indicada  e posteriormente eleita pelo público, via Internet, a revelação do ano, na categoria "música do mundo", em concurso organizado pela revista Beyond Magazine.

## História
Em 2004, na cidade belga de Courtrai (ou Kortrijk), fronteira com a França, uma associação de bairro decide encenar uma peça teatral nas antigas instalações de uma antiga fábrica de têxteis - a "Vetex" . A associação procurou reunir músicos para animar a encenação e conseguiu recrutar alguns, nas proximidades, e outros, um pouco mais longe (em Tournai), e outros, ainda, do outro lado da fronteira francesa (em Lille).
Entretanto, a orquestra, nascida na antiga fábrica para fazer uma única apresentação, não se desfez mais. A "entente cordiale" imediata dos músicos se transformou em paixão musical coletiva. Na sequência, multiplicaram-se os ensaios, as composições, as festas improvisadas e, enfim, os concertos.
Em 2005, após uma série de concertos na Bélgica e no norte da França, foi lançado o CD/DVD Le Beau Bazar (Via Lactea Records), com doze faixas, incluindo  polcas, música cigana, klezmer, ska, latina e outras. Seguiu-se uma programação de 80 concertos. Dentro do projeto  PassPartout (um programa "transfronteiras" realizado entre 2002 e 2007 e que tinha o objetivo de estimular a produção musical pop-rock de Flandres Ocidental, da Valônia e do norte da França),  a Vetex tocou na Bélgica, França, Itália, Áustria e nos Países Baixos.
O segundo CD Flamoek Fantasy, produzido entre dezembro de 2006 e março de 2007 e quase inteiramente constituído de composições originais, consolidou os três anos de trabalho e de vida em comum dos integrantes do grupo.

## Proposta artística
A orquestra adota uma espécie de "experimentalismo transcultural", estudando as tradições musicais de diversas regiões do mundo, sem pretender se apropriar delas mas respeitando-as e lançando-lhes um outro olhar  - a partir da fronteira franco-belga.  Assim, seu repertório inclui tarantellas sicilianas, música de inspiração latino-americana (mexicana em "Vetex-Mex" e colombiana em "Moliendo Café"), magrebe ("La Danse du Scorpion"), escandinava ("Stockholm"). Há até mesmo "Licht a.u.b." (em português, "Luz, por favor"), uma referência à tragédia ocorrida nas minas de carvão de Marcinelle, em Charleroi, na Valônia, em 8 de agosto de 1956, quando centenas de trabalhadores (sobretudo italianos) morreram. A catástrofe tornou-se um símbolo para milhares de  imigrados que chegaram à região nos anos do pós-guerra.

## Os músicos
- Benoît (Ben Ben) Blanc/ trombone
- Dries Degrande/ sousafone
- Ine Deblauwe / flauta, piccolo
- Jacob (Jaks) Willem  sax barítono
- Jan Cuvelier / flugelhorn
- Jean-Baptiste Lison / acordeão
- Lionel Raepsaet / sax alto, sax tenor, sax barítono
- Loes Coolen / trompete, flauta
- Matthieu (Mamatt) Levecque / trompete
- Maxime {Max} catteloin / percussão
- Michiel Deblauwe / clarineta e sax soprano
- Ruben Deprez / trombone
- Thomas Morzewski / trompete, piano
- Tomas Bulcaen / trombone

Ex-integrantes
- Fred Kramer (darbuka, harmônica)
- Juliette Bastin (clarineta)
- Karel De Backer (percussão)
- Matthieu Lévècque (trompete)
- P.J. De Backer (trompa)
- Tom Callens (sousafone, sax-tenor)
- Tom Lampaert (trompete)
- Tony Decruyenaere (percussão)